# Sarah Churchill
Sarah Churchill, született Sarah Jennings vagy Jenyns, (Hertfordshire vagy St Albans, 1660. június 15. –‎ Marlborough House vagy London, 1744. október 18.) John Churchill, Marlborough első hercege felesége és Anna brit királynő közeli bizalmasa volt.

## Élete
1660. június 5-én, a hertfordshire-i St. Albans városában álló Holywell házban született. Apja Richard Jennings parlamenti képviselő volt, anyja pedig Frances Thornhurst, Thornhurst 1. báró lánya. Fele-fele arányban örökölte apja kenti és hertfordshire-i birtokait nővérével, Frances-sel, aki Anne Hyde hercegné egyik udvarhölgye volt. Anna hercegné halála után Mária hercegnő udvarhölgyévé nevezték ki. 1675-ben ismerkedett meg John Churchill-lel, Marlborough 1. hercegével, 1677-78 telén összeházasodtak.
1683 és 1708 között szoros kapcsolatban állt Anna brit királynővel. 1711 előtt több udvari tisztséget is viselt: ő volt a Királyi Pénztár őre (Keeper of the Privy Purse), az Öltözőszoba felügyelője (Mistress of the Robes) és a főudvarhölgy (Groom of the Stole). 1742-ben kiadta visszaemlékezéseit Conduct From Her First Coming to Court to the Year 1710 címen. Gibbs egy bizonyos Miss Stricklandet idézve megjegyzi, hogy egyik fő vonzereje „rendkívüli mennyiségű, finom szőke haja” volt. Az udvaron belüli rivalizálás miatt kénytelen volt tisztségeit feladva visszavonulni birtokaira. Végrendeletében kikötötte: ha fia, John, vagy annak fia bármilyen hivatalos tisztséget vállalna a koronától – a Windsor Great és Little Parkok felügyelőségén kívül –, úgy tekintendő, mintha meghalt volna, és így elveszíti örökségét. Birtokai közé tartozott a wimbledoni uradalom és a nemrég épített Wimbledon Park-i kastély.
Férje 1722. június 16-án halt meg, 72 éves korában, Sarah 84 évesen a Marlborough házban hunyt el. A Blenheim kastély kápolnájában helyezték végső nyugalomra, ám férje holttestét később exhumálták a Westminster Apátság VII. Henrik kápolnája keleti végéből, s most már felesége mellett nyugszik.

## Forrás
- Sarah Jenyns. ThePeerage.com. (Hozzáférés: 2025. július 23.)
- Falkner, James. Churchill, Sarah, duchess of Marlborough (1660–1744), Oxford Dictionary of National Biography, online, Oxford University Press. DOI: 10.1093/ref:odnb/5405 (2025. augusztus 7.) (Subscription or UK public library membership required.)
- Sarah Churchill (née Jenyns/Jennings), Duchess of Marlborough. National Portrait Gallery. (Hozzáférés: 2025. augusztus 5.)

1. 1 2  A Historical Dictionary of British Women (angol nyelven). A historical dictionary of British women. Routledge, 2003. december 17.
2. 1 2  Národní autority České republiky. (Hozzáférés: 2024. április 28.)
3. ↑  nem ismert. „Мальборо, Джон Черчилль” (orosz nyelven). Brockhaus and Efron Encyclopedic Dictionary. Volume XVIIIа, 1896.
4. ↑  Kindred Britain
5. ↑  p10517.htm#i105170, 2020. augusztus 7.